# Footballeur géorgien de l'année
Le prix du Footballeur géorgien de l'année est un prix récompensant chaque année depuis 1990 le meilleur footballeur géorgien.

## Gagnants
| Année | Joueur                | Club(s)           |
| ----- | --------------------- | ----------------- |
| 1990  | Temuri Ketsbaia       | Dinamo Tbilissi   |
| 1992  | Mikhail Jishkariani   | Tskhumi Soukhoumi |
| 1993  | Georgi Kinkladze      | Dinamo Tbilissi   |
| 1994  | Shota Arveladze       | Trabzonspor       |
| 1995  | Akaki Devadze         | FK Rostov         |
| 1996  | Georgi Kinkladze      | Manchester City   |
| 1997  | Temuri Ketsbaia       | AEK Athènes       |
| 1998  | Shota Arveladze       | Ajax Amsterdam    |
| 1999  | Zaza Janashia         | Lokomotiv Moscou  |
| 2000  | Levan Kobiashvili     | SC Fribourg       |
| 2001  | Kakha Kaladze         | AC Milan          |
| 2002  | Kakha Kaladze         | AC Milan          |
| 2003  | Kakha Kaladze         | AC Milan          |
| 2004  | Alexander Iashvili    | SC Fribourg       |
| 2005  | Alexander Iashvili    | Schalke 04        |
| 2006  | Kakha Kaladze         | AC Milan          |
| 2007  | Shota Arveladze       | AZ Alkmaar        |
| 2008  | Alexander Iashvili    | Karlsruher SC     |
| 2009  | Jano Ananidze         | Spartak Moscou    |
| 2010  | Giorgi Merebashvili   | FK Vojvodina      |
| 2011  | Kakha Kaladze         | Genoa FC          |
| 2012  | Guram Kashia          | Vitesse Arnhem    |
| 2013  | Guram Kashia          | Vitesse Arnhem    |
| 2014  | Solomon Kvirkvelia    | Rubin Kazan       |
| 2015  | Jaba Kankava          | Stade de Reims    |
| 2016  | Tornike Okriashvili   | FK Krasnodar      |
| 2017  | Saba Kvirkvelia       | Lokomotiv Moscou  |
| 2018  | Giorgi Chakvetadze    | KAA Gent          |
| 2019  | Jaba Kankava          | FK Tobol          |
| 2020  | Khvicha Kvaratskhelia | Rubin Kazan       |
| 2021  | Khvicha Kvaratskhelia | Rubin Kazan       |
| 2022  | Khvicha Kvaratskhelia | Napoli            |
| 2023  | Khvicha Kvaratskhelia | Napoli            |
| 2024  | Giorgi Mamardashvili  | Valencia          |